# Фигарелья, Асис
Азиз Фигарелла - венесуэльский пловец в ластах.

## Карьера
На Боливийских играх 2013 года первенствовал на дистанциях 50 и 100 метров в классических ластах.
Бронзовый призёр чемпионата мира 2013 года на дистанции 50 метров в классических ластах.